# Andorra na letních olympijských hrách
Andorra na letních olympijských hrách startovala celkem 13krát, poprvé na olympijských hrách v Montréalu v roce 1976 a od té doby vyslala sportovce na všechny následující letní olympijské hry. Za účast andorrských sportovců je zodpovědný Olympijský výbor Andorry, založený v roce 1971. Na hrách její sportovci pravidelně soutěží ve sportech jako je cyklistika, plavání, atletika, střelba a judo, avšak země ještě nikdy nezískala medaili.
Toto je přehled historických milníků, účastí, medailového zisku a vlajkonošů na dané sportovní události.

## Historie
První andorrský olympijský tým na letních hrách v Montréalu v roce 1976 sestával ze sportovních střelců a boxerů, kterými byli sportovní střelci Joan Tomas a Esteve Dolsa a boxer Joan Montane. První andorrskou ženou na letních olympijských hrách byla atletka Margarida Moreno, která se účastnila her v Barceloně v roce 1992.
Na následujících letních hrách se andorrští sportovci účastnili disciplín jako atletika, cyklistika (od roku 1988), jachting, judo (od roku 1992), plavání (od roku 1996) a kanoistika (od roku 2008). O prozatím největší úspěch Andorry na letních olympijských hrách se zasadil cyklista Emili Pérez, který na olympijských hrách v Soulu v roce 1988 obsadil deváté místo v silničním závodě. 
Na olympijských hrách v Londýně v roce 2012 se sportovní střelby za Andorru zúčastnil také Joan Tomas, a to ve věku 61 let. Po své účasti v letech 1976, 1980, 1984 a 2000 to byly již jeho páté letní olympijské hry. Podobný úspěch zaznamenal také maratonec Antoni Bernadó, který se taktéž účastnil již popáté.

## Účast na Letních olympijských hrách
| Dějiště LOH            | LOH      | Vlajkonoš                         | Účastníci | Zlatá medaile | Stříbrná medaile | Bronzová medaile | Celkem |
| ---------------------- | -------- | --------------------------------- | --------- | ------------- | ---------------- | ---------------- | ------ |
| 1976 Montréal          | LOH 1976 | Esteve Dolsa                      | 3         |               |                  |                  | 0      |
| 1980 Moskva            | LOH 1980 | nebyl                             | 2         |               |                  |                  | 0      |
| 1984 Los Angeles       | LOH 1984 | Joan Tomas                        | 2         |               |                  |                  | 0      |
| 1988 Soul              | LOH 1988 | nebyl                             | 3         |               |                  |                  | 0      |
| 1992 Barcelona         | LOH 1992 | Maggy Moreno                      | 8         |               |                  |                  | 0      |
| 1996 Atlanta           | LOH 1996 | Aitor Osorio                      | 8         |               |                  |                  | 0      |
| 2000 Sydney            | LOH 2000 | Toni Bernadó                      | 5         |               |                  |                  | 0      |
| 2004 Athény            | LOH 2004 | Hocine Haciane                    | 6         |               |                  |                  | 0      |
| 2008 Peking            | LOH 2008 | Montserrat García                 | 5         |               |                  |                  | 0      |
| 2012 Londýn            | LOH 2012 | Joan Roca Tomàs                   | 6         |               |                  |                  | 0      |
| 2016 Rio de Janeiro    | LOH 2016 | Laura Sallés                      | 5         |               |                  |                  | 0      |
| 2020 Tokio             | LOH 2020 | Mònica Dòria a Pol Moya           | 2         |               |                  |                  | 0      |
| 2024 Paříž             | LOH 2024 | Nahuel Carabaña a Mònica Dòriaová | 2         |               |                  |                  | 0      |
| Celkem                 | 13       |                                   |           | 0             | 0                | 0                | 0      |
| Zdroj na Olympedia.org |          |                                   |           |               |                  |                  |        |